# Monardella australis
Monardella australis är en kransblommig växtart som beskrevs av LeRoy Abrams. Monardella australis ingår i släktet Monardella och familjen kransblommiga växter. Inga underarter finns listade i Catalogue of Life.